# Valpolicella superiore
Il Valpolicella superiore è un vino rosso DOC del Veneto prodotto esclusivamente nella Valpolicella in provincia di Verona da vitigni autoctoni quali Corvina, Corvinone (nella misura massima del 50% in sostituzione della Corvina), Rondinella ma anche in percentuali minori con Forselina, Negrara e Oseleta. La Molinara uscita recentemente dal disciplinare come obbligatoria è comunque permessa.

## Caratteristiche organolettiche
- colore: rosso rubino di media intensità tendente al granato con l'invecchiamento.
- odore: vinoso, con profumo gradevole, delicato, caratteristico, che ricorda talvolta le mandorle amare.
- sapore: asciutto o vellutato, di corpo, amarognolo, sapido, armonico.

## La Denominazione Superiore
Il vino Valpolicella riceve la denominazione di Superiore perché l'affinamento in botte di rovere avviene per un minimo di 12 mesi a partire dal 1º gennaio successivo alla vendemmia e il grado alcolico risulta essere al consumo superiore al 12%.

## Abbinamenti consigliati
Si abbina a pollame nobile come la faraona, arrosti di vitello o maiale, risotti con carne/legumi.

## Produzione
Provincia, stagione, volume in ettolitri
- dati n.d.